# Wereldkampioenschappen zwemmen 2013 – 4×200 meter vrije slag mannen
De 4×200 meter vrije slag voor mannen op de wereldkampioenschappen zwemmen 2013 in Barcelona vond plaats op 2 augustus 2013, series en finale. Na afloop van de series kwalificeerden de acht snelste ploegen zich voor de finale.

## Records
Voorafgaand aan het toernooi waren dit het wereldrecord en het kampioenschapsrecord
| Wereldrecord         | Verenigde Staten Michael Phelps Ricky Berens David Walters Ryan Lochte | 6.58,55 | Rome | 31 juli 2009 |
| Kampioenschapsrecord | Verenigde Staten Michael Phelps Ricky Berens David Walters Ryan Lochte | 6.58,55 | Rome | 31 juli 2009 |

## Uitslagen

### Series
| Rang | Serie | Baan | Namen                                                                 | Land                | Tijd    | Bijz. |
| ---- | ----- | ---- | --------------------------------------------------------------------- | ------------------- | ------- | ----- |
| 1    | 2     | 4    | Matt McLean Michael Klueh Charlie Houchin Ricky Berens                | Verenigde Staten    | 7:08.05 | Q     |
| 2    | 1     | 6    | Danila Izotov Nikita Lobintsev Artem Loboezov Aleksandr Soechoroekov  | Rusland             | 7:09.87 | Q     |
| 3    | 2     | 6    | Takeshi Matsuda Sho Sotodate Yuki Kobori Daiya Seto                   | Japan               | 7:09.98 | Q     |
| 4    | 1     | 4    | Yannick Agnel Lorys Bourelly Grégory Mallet Jérémy Stravius           | Frankrijk           | 7:10.66 | Q     |
| 5    | 1     | 2    | Glenn Surgeloose Emmanuel Vanluchene Dieter Dekoninck Pieter Timmers  | België              | 7:10.69 | Q     |
| 6    | 1     | 5    | Dimitri Colupaev Clemens Rapp Markus Deibler Yannick Lebherz          | Duitsland           | 7:11.06 | Q     |
| 7    | 1     | 3    | James Guy Robert Renwick Ieuan Lloyd Josh Walsh                       | Verenigd Koninkrijk | 7:13.00 | Q     |
| 8    | 2     | 5    | Wang Shun Hao Yun Lü Zhiwu Li Yunqi                                   | China               | 7:13.37 | Q     |
| 9    | 2     | 3    | David McKeon Ned McKendry Alexander Graham Jarrod Killey              | Australië           | 7:13.52 |       |
| 10   | 2     | 2    | Alex di Giorgio Marco Belotti Damiano Lestingi Filippo Magnini        | Italië              | 7:13.60 |       |
| 11   | 2     | 1    | Nicolas Oliveira Fernando Santos João de Lucca Vinícius Waked         | Brazilië            | 7:15.97 |       |
| 12   | 2     | 7    | Blake Worsley Alec Page Aly Abdel Khalik Hassaan Abdel Khalik         | Canada              | 7:17.17 |       |
| 13   | 2     | 0    | Víctor Martín Marc Sánchez Albert Puig Gerard Rodríguez               | Spanje              | 7:17.59 |       |
| 14   | 1     | 7    | Jan Switkowski Dawid Ziełinski Filip Bujoczek Michał Poprawa          | Polen               | 7:19.07 |       |
| 15   | 1     | 1    | Marwan Ismail Mohamed Khaled Ahmed Akram Mohamed Gadallah             | Egypte              | 7:31.60 |       |
| 16   | 1     | 0    | Doğa Çelik Nezır Karap Furkan Marasli Kemal Arda Gürdal               | Turkije             | 7:32.37 |       |
| 17   | 1     | 8    | Jung Jeong-Soo Jang Sang-Jin Ju Jang-Hun Im Tae-Jeong                 | Zuid-Korea          | 7:32.83 |       |
| 18   | 2     | 8    | Miguel Gutierrez Ramiro Ramírez Ezequiel Trujillo Arturo Pérez Vertti | Mexico              | 7:38.51 |       |

### Finale
| Rang   | Baan | Namen                                                                | Land                | Tijd    | Bijz. |
| ------ | ---- | -------------------------------------------------------------------- | ------------------- | ------- | ----- |
| Goud   | 4    | Conor Dwyer Ryan Lochte Charlie Houchin Ricky Berens                 | Verenigde Staten    | 7.01,72 |       |
| Zilver | 5    | Danila Izotov Nikita Lobintsev Artem Loboezov Aleksandr Soechoroekov | Rusland             | 7.03,92 |       |
| Brons  | 8    | Wang Shun Hao Yun Li Yunqi Sun Yang                                  | China               | 7.04,74 |       |
| 4      | 6    | Yannick Agnel Lorys Bourelly Grégory Mallet Jérémy Stravius          | Frankrijk           | 7.04,91 |       |
| 5      | 3    | Kosuke Hagino Sho Sotodate Yuki Kobori Takeshi Matsuda               | Japan               | 7.04,95 |       |
| 6      | 7    | Clemens Rapp Markus Deibler Dimitri Colupaev Yannick Lebherz         | Duitsland           | 7.10,07 |       |
| 7      | 2    | Glenn Surgeloose Emmanuel Vanluchene Dieter Dekoninck Pieter Timmers | België              | 7.11,15 |       |
| 8      | 1    | James Guy Robert Renwick Jak Scott Josh Walsh                        | Verenigd Koninkrijk | 7.12,00 |       |